# Andrea Anders
Andrea Anders (10 de mayo de 1975) es una actriz estadounidense, conocida por sus papeles como Alex Garrett en la serie cómica de NBC Joey, Nicole Allen en la serie cómica de CBS The Class, y Linda Zwordling en la serie cómica de ABC Better Off Ted.

## Biografía
Anders nació en Madison, Wisconsin; se crio en DeForest, Wisconsin; y ahora vive en Los Ángeles. Se graduó de la escuela DeForest Area en DeForest, Wisconsin; en 1993; y recibió una Licenciatura en Bellas Artes de la Universidad de Wisconsin-Stevens en 1997. En 2001, obtuvo una Maestría en Bellas Artes en la Universidad Rutgers.
Su hermano es el director Sean Anders.

## Carrera

### Teatro
En 2001, Anders comenzó su carrera en el teatro. Fue suplente de Mary-Louise Parker en la producción de Broadway de Proof y luego interpretó el papel de Elaine Robinson en The Graduate. Apareció en On the Jump en el Teatro Arena, New Doors en el Teatro Guthrie, y dos producciones: Cold/Tender y New World Rhapsody.
En mayo de 2007, Anders intervino en la obra Fat Pig en la que interpretaba el papel de Jeannie, una contable.

### Televisión y cine
Una de las primeras apariciones de Anders en televisión fue en un comercial de Dannon que salió en la década de 1990 y luego en 2006.
Anders es conocida por su trabajo en Joey como la abogada Alex Garrett y en The Class como Nicole Allen (de soltera Campbell), una esposa de un exjugador de fútbol. Apareció en todos los episodios de ambas series, pero ambas fueron canceladas.
Anders también ha aparecido como invitada en One Life to Live, Law & Order, Guiding Light y Tru Calling. Apareció en cinco episodios de la serie dramática de HBO Oz como Donna Degenhart en 2003 e hizo una aparición menor en la película de 2004 The Stepford Wives, interpretando el papel de Heather. Anders también apareció en Numb3rs en 2008.
Anders también apareció en dos pilotos exitosos de la televisión. Fueron Spellbound y News To Me. Más recientemente, Anders fue elegida en Better Off Ted, una comedia escrita por Victor Fresco para ABC. Apareció en el programa Canada AM el 16 de octubre de 2006 para promocionar la comedia The Class.
Anders era coestrella en la serie de televisión Mr. Sunshine junto a su creador, Matthew Perry hasta que la serie fue cancelada.
Anders tuvo una relación, de 2007 a 2015, con su excompañero de trabajo Matt LeBlanc.

## Filmografía
| Año       | Título                              | Papel                           | Notas                     |
| --------- | ----------------------------------- | ------------------------------- | ------------------------- |
| 1998      | One Life to Live                    | Elaine                          |                           |
| 2001      | Law & Order                         | Emily Hoyt                      | Aparición como invitada   |
| 2003      | Spellbound                          |                                 | Piloto de televisión      |
| 2003      | Oz                                  | Donna Dergenhart                | Apariciones recurrentes   |
| 2004      | The Stepford Wives                  | Heather                         |                           |
| 2004      | News To Me                          | Emma Leeds                      | Piloto de televisión      |
| 2004      | Tru Calling                         | Fake Chris Berensen/Kathy       | Aparición como invitada   |
| 2004–2006 | Joey                                | Alexis "Alex" Garrett           | Aparición en 46 episodios |
| 2005      | Never Been Thawed                   | Christian Band Slut             |                           |
| 2006–2007 | The Class                           | Nicole Allen (soltera Campbell) | Papel en 19 episodios     |
| 2006      | The Shaggy Dog                      | Lori                            |                           |
| 2008      | Numb3rs                             | Rena Vining                     | Aparición como invitada   |
| 2008      | Sex Drive                           | Brandy                          |                           |
| 2009–2010 | Better Off Ted                      | Linda Zwordling                 | Papel en 26 episodios     |
| 2011      | Mr. Sunshine                        | Alice                           |                           |
| 2011      | Necessary Roughness                 | Laura                           | 4 episodios}              |
| 2014      | Return to Zero                      | Trish                           | Película para televisión  |
| 2014-2015 | About a Boy                         | Joanne                          | 3 episodios               |
| 2014-2015 | Modern Family                       | Amber LaFontaine                | 4 episodios               |
| 2016      | Speechless                          | Audrey                          | 1 episodio                |
| 2018      | 9JKL                                | Lauren                          | 1 episodio                |
| 2018-2020 | El joven Sheldon                    | Linda                           | 4 episodios               |
| 2019      | Nancy Drew and the Hidden Staircase | Hannah                          |                           |
| 2019      | The Good Fight                      | Cheryl Lamore                   | 2 episodios               |
| 2019      | Mr. Mom                             | Megan Anderson                  | 11 episodios              |
| 2022      | Spirited                            | Carrie Briggs                   | Película                  |
| 2023      | That '90s Show                      | Sherri                          | 5 episodios               |